# ロコモーションインタフェース
ロコモーションインタフェース（Locomotion Interface）とは、バーチャルリアリティにおいて、あたかも歩いているかのような感覚を体感できるインタフェース装置のこと。ロコモーションは移動運動を意味する。インタフェースとしては、ベルトコンベアや巨大な球体の上に乗って歩行を再現するものや、複数の小さな球体を並べてその上を歩いて歩行を再現するものなどがある。